# (58608) Geroldrichter
(58608) Geroldrichter est un astéroïde de la ceinture principale.

## Description
(58608) Geroldrichter est un astéroïde de la ceinture principale. Il fut découvert le 22 octobre 1997 à l'Observatoire Kleť par Miloš Tichý. Il présente une orbite caractérisée par un demi-grand axe de 2,81 UA, une excentricité de 0,15 et une inclinaison de 6,1° par rapport à l'écliptique.

## Compléments